# مشفق، خاچماز
مشفق (به ترکی آذربایجانی: Müşfiq، پیش از ۵ اکتبر ۱۹۹۹: زالیوکا Zaliyevka) یک منطقه مسکونی در جمهوری آذربایجان است که در شهرستان خاچماز واقع شده‌است.